# IJsboerke Kortrijk
IJsboerke BT Kortrijk, laatst bekend onder de naam BT Kortrijk, was een Belgische basketbalploeg uit Kortrijk aangesloten bij de KBBB met stamnummer 756.

## Historiek
Olumpia Kortrijk, ontstaan in de jaren 1950, vindt zijn oorsprong in het Sint-Amandscollege, de eerste wedstrijden werden gespeeld op het basketveld van het college. Vanaf 1957 kon men ook terecht op het overdekt terrein op de Veemarkt. In eerste nationale speelde de club in het sportcentrum "De Lange Munte".
In het seizoen 1960-61 maakt Olumpia Kortrijk BC zijn opwachting in de nationale reeksen. Op het einde van seizoen 1961-62 volgt een degradatie naar eerste provinciale, 2 seizoenen later promoveerde men opnieuw. Het seizoen 1969-70 beëindigde Olumpia zonder nederlaag en steeg het naar de derde klasse.
Twee jaar later in het seizoen 1971/72 stijgt Olumpia naar tweede nationale. In tweede nationale werd Prado tapijten sponsor en wijzigde Olumpia Kortrijk zijn naam in BT Prado Kortrijk. Na twee seizoenen promoveerde Prado naar de hoogste afdeling, onder andere dankzij de tot Belg genationaliseerde Imre Nyitrai.
Bij aanvang van het seizoen 1975/76 werd Ijsboerke sponsor, een seizoen waarin de Beker van België werd behaald. In het seizoen 1979/80 volgde de degradatie naar tweede klasse, bovendien mochten in de tweede klasse geen buitenlanders opgesteld worden. Frisa werd de nieuwe sponsor. In het seizoen 1981/82 veroverde Frisa zijn plaatse in eerste klasse. In het seizoen 1983/84 degradeerde Frisa opnieuw naar tweede klasse. Na acht jaar afwezigheid eiste BT Kortrijk haar plaats in de hoogste afdeling terug op, mede dankzij een herstructurering en het aantrekken van Brandt als nieuwe sponsor.
Het seizoen 1993/94 betekende opnieuw een degradatie, twee seizoenen later volgde terug een degradatie en verdween de club uit de nationale reeksen.
De Kortrijkse basketploegen BT Kortrijk en BC Kortrijk Sport fuseerden in maart 2019 en werden Kortrijk Spurs. De fusieploeg werd meteen kampioen in de Top Division Men 2.

## Palmares
- Beker van België 1975/76
BT Ijsboerke - Immo Scheers Lier 70-69 [3]

## Vorige namen
- jaren 1950 - 1972 Olumpia Kortrijk
- 1972 - 1975 BT Prado Kortrijk
- 1975 - 1980 BT IJsboerke Kortrijk
- 1980 - 1990 BT Frisa Kortrijk
- 1990 - 1995 BT Brandt Kortrijk
- 1995 - 2019 BT Kortrijk